# Lwowo (obwód smoleński)
Lwowo (ros. Львово) – wieś (dieriewnia) w Rosji, w obwodzie smoleńskim, w rejonie jarcewskim. W 2010 liczyła 179 mieszkańców.